# Takashi Matsui
Takashi Matsui (japanisch 松井 孝 Matsui Takashi; * 27. Februar 1940 in Otaru) ist ein ehemaliger japanischer Nordischer Kombinierer und Skispringer.

## Werdegang
Bei den Olympischen Winterspielen 1960 in Squaw Valley nahm er an Wettbewerben in der Nordischen Kombination und im Skispringen teil. In der Kombination belegte er nach dem Sprung von der Normalschanze den 22. Platz, den 15-km-Lauf beendete er jedoch nicht und wurde am Ende nicht gewertet. Im Springwettbewerb belegte er den 30. Platz.
Im Februar 1962 nahm er an der Nordischen Skiweltmeisterschaft teil. Im Sprungwettbewerb auf der K-90-Schanze belegte er den 29. Platz, auf der K-60-Schanze belegte er den 21. Platz.